# Contrabando

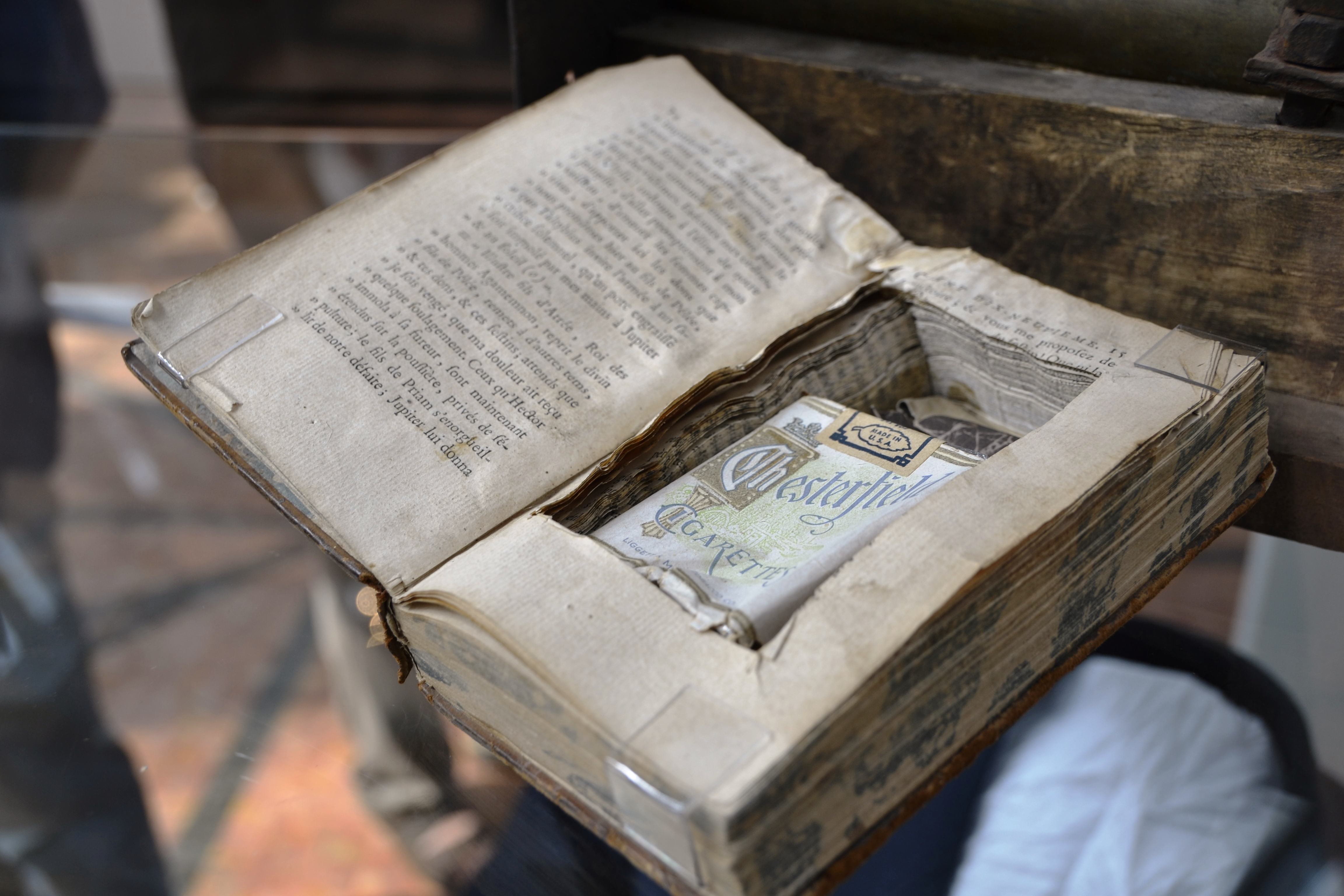
Um livro com cigarros.

O contrabando é o transporte ilegal de objetos, substâncias, informações ou pessoas, como para fora de uma casa ou prédio, para uma prisão ou através de uma fronteira internacional, em violação das leis aplicáveis ou outros regulamentos. De forma mais ampla, os cientistas sociais definem o contrabando como o movimento proposital através de uma fronteira em violação das estruturas legais relevantes.
Existem várias motivações para o contrabando. Estes incluem a participação no comércio ilegal, como no comércio de drogas, comércio ilegal de armas, prostituição, tráfico de seres humanos, sequestro, comércio de animais selvagens exóticos, roubo de arte, diamantes de sangue, assaltos, imigração ilegal ou emigração ilegal, evasão fiscal, restrições de importação/exportação, fornecimento de contrabando para presidiários ou roubo de itens contrabandeados.
O contrabando é um tema comum na literatura, desde a ópera Carmen de Bizet até os livros de espionagem de James Bond (e filmes posteriores) Diamonds Are Forever e Goldfinger.

## Brasil
No Brasil essa tipificação se dá no transporte de mercadoria proibida no país, por lei ou atos normativos em geral.
Já o transporte ilegal, sem o devido recolhimento de impostos em particular através de uma fronteira, aeroporto, correios e outros meios, é conhecido como descaminho.
A diferença está no fato de que o descaminho têm características tributárias e pode ser sanado com o pagamento ou recolhimento do imposto, já o contrabando é crime de ordem penal e tributária inafiançável de produtos proibidos.

### Principais características
- O transporte ilegal de drogas, fumo, armas.
- Contrabando - Crimes Praticados por Particulares Contra a Administração Pública em Geral
- Prática do contrabando pela navegação de cabotagem, fora dos casos permitidos em lei;
- Venda, exposição e depósito ou, de qualquer forma, para proveito próprio ou alheio, no exercício de atividade comercial ou industrial;
- Mercadoria de procedência estrangeira que foi introduzida clandestinamente no País ou importadas fraudulentamente ou que sabe ser produto de introdução clandestina no território nacional ou de importação fraudulenta por parte de outrem;
- Adquir, receber ou ocultar, em proveito próprio ou alheio, no exercício de atividade comercial ou industrial, mercadoria de procedência estrangeira, desacompanhada de documentação legal, ou acompanhada de documentos que sabe serem falsos. Bem como, crime contra a Pátria.

### Algumas denominações usadas
- O portador de contrabando recebe várias denominações, sendo que entre estas temos o famoso "formiga", que é o pequeno contrabandista de fronteira para pequenas mercadorias, atuando principalmente na fronteira do Brasil com o Paraguai (Fronteira Brasil-Paraguai) e com a Bolívia (Fronteira Brasil-Bolívia);
- "Coiote" é a designação dada aos contrabandistas de pessoas nas fronteiras, sendo que o exemplo mais conhecido são aqueles que atuam na fronteira entre o México e os Estados Unidos (Fronteira Estados Unidos-México).

### Legislação sobre contrabando

#### Brasil

##### Código Penal Brasileiro
- Art. 334 - A - Importar ou exportar mercadoria proibida:
  - Pena - reclusão, de 2 (dois) a 5 (cinco) anos.

- Lei 2.145/53[4]
  - Art. 318, Facilitação de contrabando ou descaminho - CP
  - Art. 5º, Crime de sonegação fiscal - Lei nº 4 729/65

O Marquês de Pombal, 1º Ministro de D. José I (década de 1760), reformulou a legislação sobre o Livro V das ordens das Filipinas, e introduziu a modalidade de tributo denominada "Avença", que consistia no pagamento, ao Reino, de uma parcela da produção industrial e agrícola. (PIERANGELI). A primeira alteração considerável veio com o Código Criminal do Império que, em seu art. 1º, consagrava o princípio da legalidade em matéria penal e, por consequência, obrigou à perfeita descrição das condutas criminosas, inclusive aquela conduta considerada lesiva ao "Thesouro": art. 177 definia que contrabandear é a atividade de importar ou exportar gêneros ou mercadorias proibidas; ou não pagar os direitos dos que são permitidos, na sua importação ou exportação. 
O primeiro Código Penal da República (1890), no seu Título VII (Dos Crimes Contra a Fazenda Pública), cujo único capítulo continha somente o art. 265, "qualifica" assim o crime de contrabando: "Importar ou exportar, gêneros ou mercadorias proibidas; evitar no todo ou em parte o pagamento dos direitos e impostos estabelecidos sobre a entrada, saída e consumo de mercadorias, e por qualquer modo iludir ou defraudas esse pagamento".
A Consolidação das Leis Penais Dec. 22213/32, tratou igualmente dos crimes contra a Fazenda Pública, definindo também apenas o crime de contrabando em seu artigo 265, porém, agregando outras condutas ao tipo, como importar e fabricar rótulos de bebidas e quaisquer outros produtos nacionais como se fossem estrangeiros, disciplinou a navegação de cabotagem dos navios estrangeiros, etc. 
]A inclusão das "novas" condutas na realidade foi mera incorporação de tipos penais previstos em leis esparsas, como o do art. 4º da Lei 123/1892, do art. 1º do Decreto 1425-B/1905 e do art. 56 da Lei 4.440/1921. Também sofre pena de reclusão aquele que: (Alterado pela Lei nº 4.729/65) 
- a) pratica navegação de cabotagem, fora dos casos permitidos em lei;
- b) pratica fato assimilado, em lei especial, a contrabando ou descaminho;
- c) vende, expõe à venda, mantém em depósito ou, de qualquer forma, utiliza em proveito próprio ou alheio, no exercício de atividade comercial ou industrial, mercadoria de procedência estrangeira que introduziu clandestinamente no País ou importou fraudulentamente ou que sabe ser produto de introdução clandestina no território nacional ou de importação fraudulenta por parte de outrem;
- d) adquire, recebe ou oculta, em proveito próprio ou alheio, no exercício de atividade comercial ou industrial, mercadoria de procedência estrangeira, desacompanhada de documentação legal, ou acompanhada de documentos que sabe serem falsos.

Já o descaminho, que por sinonímia considera-se desvio, do latim deviare, (provavelmente através da formação de-ex-viare), consiste em tirar do caminho direito. Em tempos mais remotos, o verbo era aplicado quando se mudava um caminho, por força de o costumeiro estar interrompido. Ultimamente, a palavra que mais tem acompanhado o verbo é a verba. E não por matrimônio entre os vocábulos, mas sim porque tem havido muitos desvios da última, que nem sempre tem chegado a seu destino correto, não por estar atravancado o seu caminho normal, e sim porque espertalhões encontram caminhos melhores. Para eles, é claro.